# Ramagundam

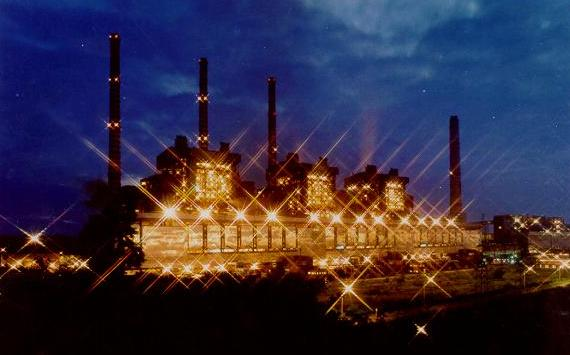
Värmekraftverk i Ramagundam.

Ramagundam är en stad i delstaten Telangana i Indien, och tillhör distriktet Karimnagar. Folkmängden uppgick till 229 644 invånare vid folkräkningen 2011, med förorter 252 308 invånare.